# Néa Goniá
Néa Goniá (Nea Gonia) är en ort i Grekland.   Den ligger i prefekturen Chalkidike och regionen Mellersta Makedonien, i den nordöstra delen av landet, 270 km norr om huvudstaden Aten. Néa Goniá ligger 143 meter över havet och antalet invånare är 438.
Terrängen runt Néa Goniá är platt åt sydväst, men åt nordost är den kuperad.Runt Néa Goniá är det ganska tätbefolkat, med 60 invånare per kvadratkilometer. Närmaste större samhälle är Néa Kallikráteia, 6,0 km söder om Néa Goniá. Trakten runt Néa Goniá består i huvudsak av gräsmarker.